# Exposition sans tableau
Albums de Martial Solal Newdecaband
Rue de Seine
(2006) Solitude (album)
(2007)
Exposition sans tableau est un album du Martial Solal Newdecaband, sorti en 2006 sur le label Nocturne.

## À propos de ce disque
Le premier enregistrement de Martial Solal date de 1958 (Martial Solal et son grand orchestre), il renouvelle l'expérience notamment en 1983 avec Martial Solal big band, salué par la critique. En 2000 sort Martial Solal Dodecaband Plays Ellington.
Deux musiciens du Dodecaband (Éric Le Lann et Denis Leloup) se retrouvent sur ce disque ; les autres musiciens sont des « nouveaux venus ». L'orchestre ne comporte pas de saxophone, mais les parties de trompette et de trombone sont doublées. Claudia Solal au chant est un membre de l'orchestre à part entière, et n'a un texte que sur A Frail Dance. Martial Solal est au centre de cet orchestre, soit inséré dans l'ensemble, soit en tant que soliste.
Martial Solal a reçu un Prix in Honorem catégorie Jazz, décerné par l'Académie Charles-Cros pour ses 80 ans, et à l'occasion de la sortie d'Exposition sans tableau et Solitude.

## Réception critique
Pour Bob Hatteau (Citizen Jazz), la musique de ce disque est très « solalienne », « toute en zigzags, brisures, ruptures, ricochets, rebonds... ». Solal « montre avec brio qu’il n’a rien perdu de sa verve, ni de sa créativité musicale... ».
Pour Le Monde, « la musique de Solal, c'est une mise en espace des masses instrumentales, un grand sens du clin d'œil, pour des raisons musicales et non pour faire un effet, une rigueur dans le maintien de l'orchestre qui permet en même temps d'être plus libre. Autant de qualités qu'Exposition sans tableau fait entendre, en six magistrales envolées ».
Pour John Fordham (The Guardian) la musique navigue entre le Birth of the Cool (1949-1950) de Miles Davis et la musique classique contemporaine. L'album peut paraître « un peu fébrile et trépidant », mais « il est soigné jusqu'à la dernière note ».
Pour AllMusic, ce disque est « merveilleusement écrit, moderne et créatif, pleinement en phase avec son temps tout en ouvrant avec audace de nouvelles voies ».

## Liste des pistes
Toute la musique est composée par Martial Solal.
| No | Titre                                                                             | Durée |
| -- | --------------------------------------------------------------------------------- | ----- |
| 1. | Incoercible (soliste : Éric Le Lann)                                              | 7:21  |
| 2. | Western (soliste : François Thuilliez)                                            | 7:11  |
| 3. | A Frail Dance (solistes : Denis Leloup et Claudia Solal ; texte de Claudia Solal) | 9:59  |
| 4. | Cortancyl (soliste : Martial Solal)                                               | 6:05  |
| 5. | Exposition sans tableau (soliste : Claude Egea)                                   | 6:36  |
| 6. | Lamblike                                                                          | 6:24  |

## Personnel
- Martial Solal : piano
- Claude Egea, Éric Le Lann : trompette
- Lionel Surin : cor
- Claudia Solal : voix
- Denis Leloup, Marc Roger : trombone
- François Thuilliez : tuba
- Thomas Grimmonprez : percussions
- Jean-Philippe Morel : basse électrique et acoustique